# Сдвижков, Евгений Николаевич
Евге́ний Никола́евич Сдвижко́в (род. 24 мая 1954) — глава города Рыбинска Ярославской области с 2004 по 2009 год (фактически по 2007 год в связи с уголовным делом). Депутат Ярославской областной думы (1996-2004), (2013-2018). Почетный гражданин Рыбинска. Заслуженный строитель России. С 22 июня 2011 - Генеральный директор ОАО "РУМСР".

## Биография
Родился в 1954 году. Женат, трое детей, 5 внуков.
В 1974 году окончил Воронежский строительный институт и был направлен на работу в "Рыбинское управление механизации строительных работ", где прошёл путь от прораба до начальника управления.
В 1996 году был избран депутатом Ярославской областной думы 2 созыва.
В 2000 году избран депутатом Ярославской областной думы 3 созыва.
В 2003 году возглавил Департамент дорожного хозяйства Ярославской области.
В 2004 году избран главой Рыбинского муниципального округа Ярославской области.
В 2005 году избран главой города Рыбинска Ярославской области.
В В 2011 году вернулся на прежнюю работу в Рыбинское управление механизации строительных работ на должность генерального директора.
В сентябре 2013 года избран депутатом Ярославской областной думы 6 созыва. Входил в состав комитета по градостроительству, транспорту и дорожному хозяйству, и в состав комитета по бюджету, налогам и финансам.
В 2016 году принимал участие в предварительном голосовании "Единой России" по выборам депутатов Государственной думы Федерального собрания Российской Федерации VII созыва.

## Уголовное дело
6 июня 2007 года было объявлено, что Евгений Сдвижков задержан в своём рабочем кабинете с поличным при получении взятки в 1 млн рублей от местного предпринимателя Андрея Безъязычного за подписание акта приёма в эксплуатацию здания торгового комплекса «Сенная площадь» (более известен как «Эльдорадо»). После задержания он был доставлен в больницу с гипертоническим кризом. На следующий день против Сдвижкова было возбуждено уголовное дело. 11 июня судом было решено содержать Сдвижкова под стражей. 13 июня ему было предъявлено обвинение. 3 июля Сдвижков формально был освобождён под подписку о невыезде, но тут же был вновь задержан по обвинению в злоупотреблении должностными полномочиями: утверждалось, что в 2004 году он на деньги МУП «Водоканал» приобрёл автомобиль «Volkswagen Passat» стоимостью 1 млн рублей. 5 июля Сдвижков был освобождён под подписку о невыезде и по второму обвинению.
В октябре 2007 года Евгений Сдвижков решением суда был отстранён от должности главы Рыбинска; временно исполняющим полномочия главы города был назначен первый заместитель главы Андрей Антропов, в феврале 2009 года его сменил Владимир Хмелёв.
26 июня 2009 года Ярославский областной суд признал Евгения Сдвижкова виновным в получении взятки в 1 млн рублей и приговорил его к 7,5 годам колонии строгого режима; по обвинению в злоупотреблении служебными полномочиями его оправдали. 17 июля 2009 года Сдвижков досрочно сложил с себя полномочия главы Рыбинска. В октябре 2009 года был избран новый мэр города — Юрий Ласточкин.
Приговор дважды рассматривался в Верховном суде России; тот оба раза отменял обвинительный приговор и возвращал дело на новое рассмотрение. 8 октября 2009 года Верховный суд освободил Сдвижкова под подписку о невыезде. В конце января 2011 года уголовное дело против Евгения Сдвижкова было прекращено в связи с отсутствием события преступления; возбуждено уголовное дело по факту фальсификации доказательств в истории со взяткой (монтаж аудиозаписи).
Три с половиной месяца в заключении пролетели незаметно. Я все время работал: писал жалобы, анализировал своё дело. Если перевести на печатные страницы, то от руки я написал 187 листов. Представляете, какой объем?! Спал по 3-4 часа! Сидел в разных камерах, часто переводили. Со мной было по 8-9 человек. Люди разные, в том числе и криминальные авторитеты – серьезные ребята. Но меня уважали, уступали лучшее место, нижнюю полку. Можно сказать, я нашел с заключенными общий язык, хорошо сживался со всеми, помогал писать кассационные жалобы.